# René Rast

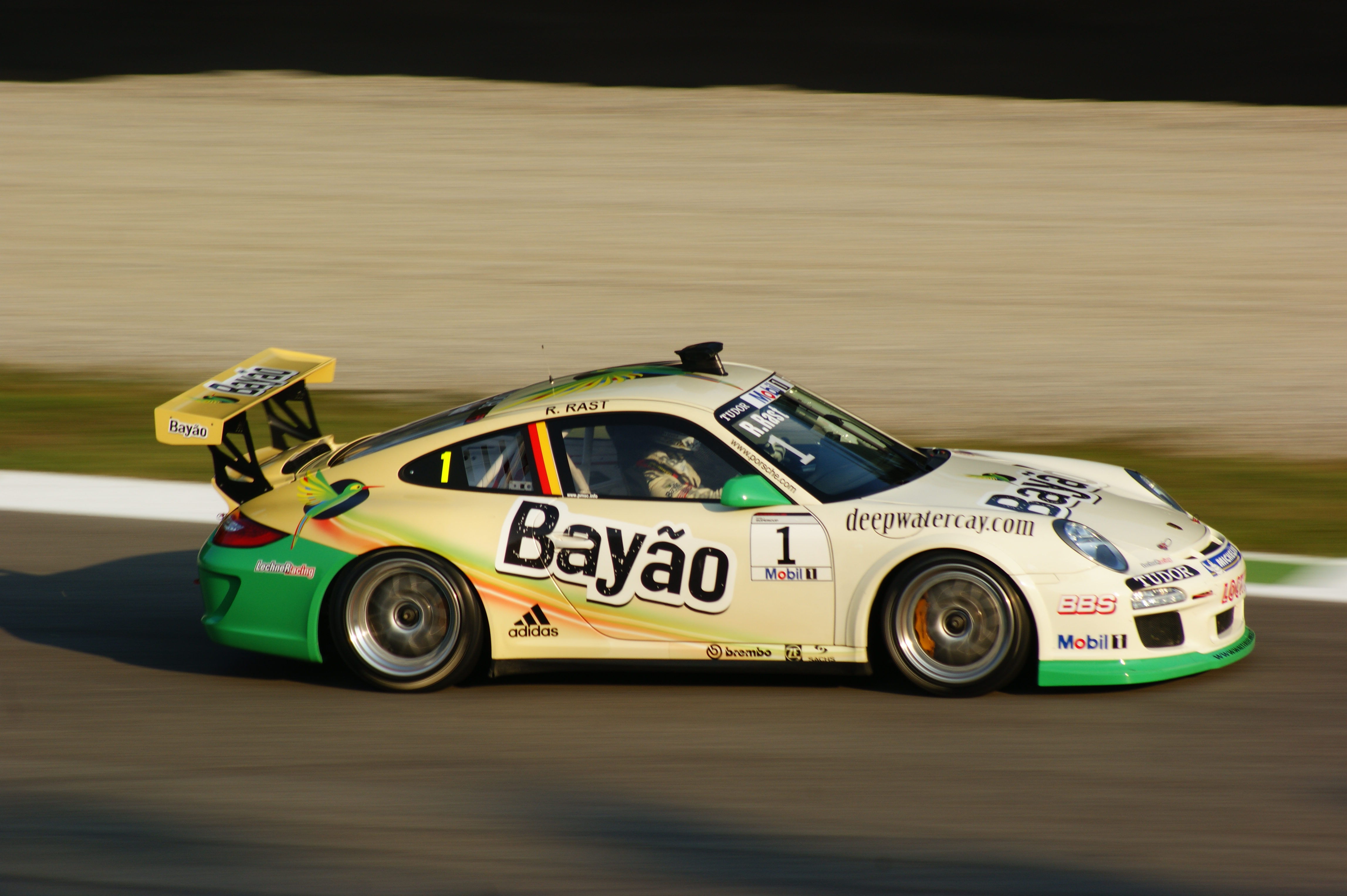
René Rast en Porsche Supercup 2011.

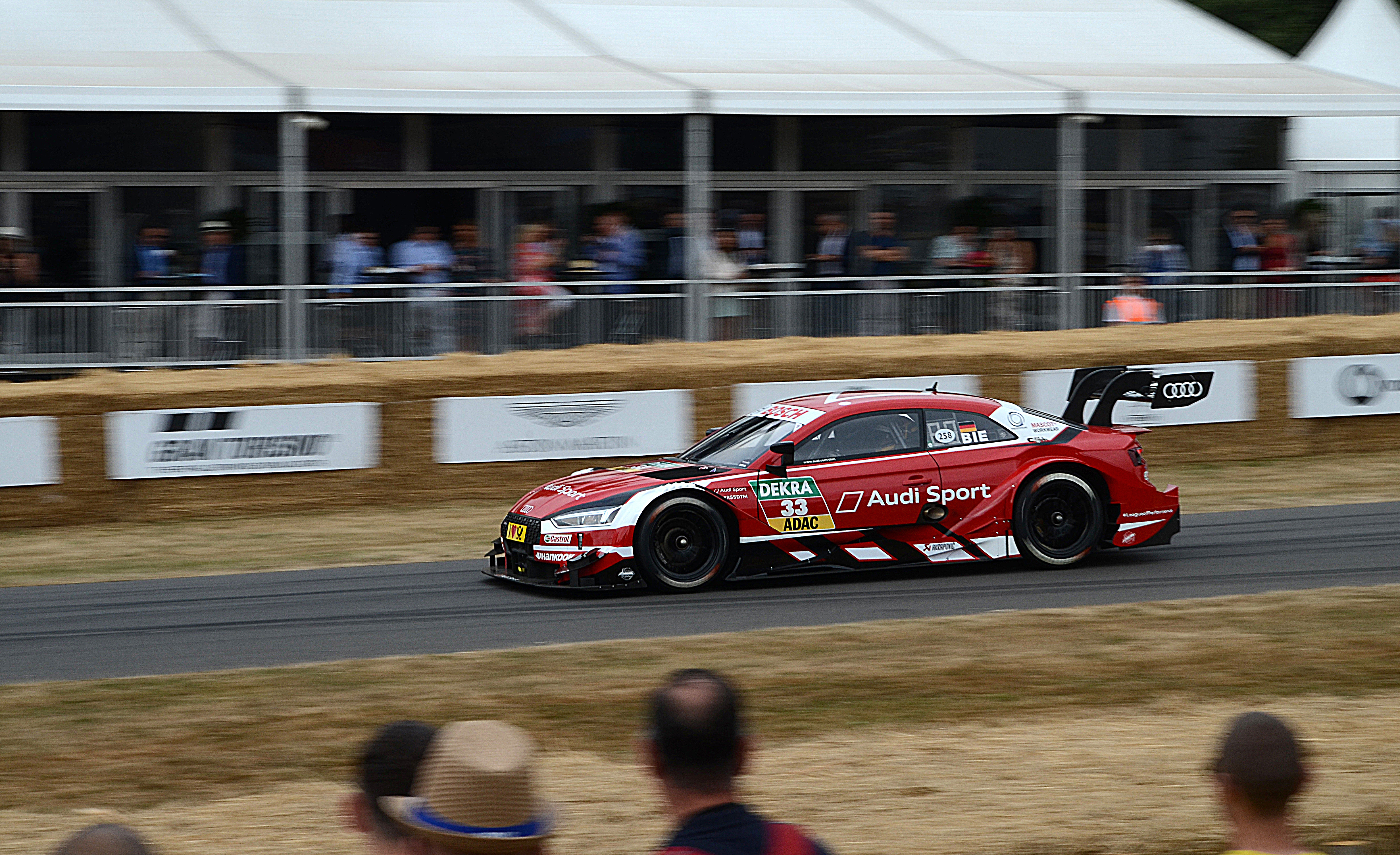
Audi A4 DTM de Rast conducido por Frank Biela en el Festival de la Velocidad de Goodwood 2018.

René Rast (Minden, Alemania Occidental, 26 de octubre de 1986) es un piloto de automovilismo alemán.
Compite en Deutsche Tourenwagen Masters como piloto oficial de Audi, donde resultó campeón en 2017, 2019 y 2020, mientras que fue subcampeón en 2018, detrás de Gary Paffett. También corrió en 2020 de forma parcial la temporada de Fórmula E con el equipo de Audi, logrando un podio. Siguió en el equipo oficial Audi en la temporada 2020–21 de la Fórmula E, logrando un podio y finalizando 13º en la tabla general.
En su palmarés también se encuentran tres campeonatos de Porsche Supercup y victorias generales en las 24 Horas de Spa de 2012 y 2014, en las 24 Horas de Nürburgring 2014 y de clase en las 24 Horas de Daytona 2012 y 2016, entre otros logros.

## Resultados

### Campeonato Mundial de Resistencia de la FIA
(Clave) (negrita indica pole position) (cursiva indica vuelta rápida)

| Año  | Escudería             | Clase | Automóvil               | 1   | 2   | 3   | 4   | 5   | 6   | 7   | 8   | 9   | Pos. | Puntos | Ref.  |
| ---- | --------------------- | ----- | ----------------------- | --- | --- | --- | --- | --- | --- | --- | --- | --- | ---- | ------ | ----- |
| 2015 | Audi Sport Team Joest | LMP1  | Audi R18 e-tron quattro | SIL | SPA | LMS | NÜR | COA | FUJ | SHA | BHR |     | 12.º | 24     | [ 3 ] |
| 2015 | Audi Sport Team Joest | LMP1  | Audi R18 e-tron quattro |     | 4   | 7   |     |     |     |     |     |     | 12.º | 24     | [ 3 ] |
| 2016 | G-Drive Racing        | LMP2  | Oreca 05-Nissan         | SIL | SPA | LMS | NÜR | MEX | COA | FUJ | SHA | BHR | 5.º  | 111    | [ 4 ] |
| 2016 | G-Drive Racing        | LMP2  | Oreca 05-Nissan         | 3   | 5   | 2   | Ret | 7   | 3   |     |     | 1   | 5.º  | 111    | [ 4 ] |

### 24 Horas de Le Mans
| Año     | Equipo                | Copilotos                          | Automóvil               | Clase    | Vueltas | Pos. | Pos. Clase |
| ------- | --------------------- | ---------------------------------- | ----------------------- | -------- | ------- | ---- | ---------- |
| 2014    | Sébastien Loeb Racing | Jan Charouz Vincent Capillaire     | Oreca 03R-Nissan        | LMP2     | 354     | 8.º  | 4.º        |
| 2015    | Audi Sport Team Joest | Marco Bonanomi Filipe Albuquerque  | Audi R18 e-tron quattro | LMP1     | 387     | 7.º  | 7.º        |
| 2016    | G-Drive Racing        | Roman Rusinov Will Stevens         | Oreca 05-Nissan         | LMP2     | 357     | 6.º  | 2.º        |
| 2022    | Team WRT              | Robin Frijns Sean Gelael           | Oreca 07-Gibson         | LMP2     | 285     | DNF  | DNF        |
| 2023    | Tower Motorsports     | Ricky Taylor Steven Thomas         | Oreca 07-Gibson         | LMP2     | 19      | DNF  | DNF        |
| 2024    | BMW M Team WRT        | Robin Frijns Sheldon van der Linde | BMW M Hybrid V8         | Hypercar | 96      | NC   | NC         |
| Fuente: |                       |                                    |                         |          |         |      |            |

### Fórmula E
(Clave) (negrita indica pole position) (cursiva indica vuelta rápida)

| Año     | Escudería                   | 1   | 2   | 3   | 4   | 5   | 6   | 7   | 8   | 9   | 10  | 11  | 12  | 13  | 14  | 15  | 16  | 17  | 18  | 19  | Pos. | Puntos | Ref.  |
| ------- | --------------------------- | --- | --- | --- | --- | --- | --- | --- | --- | --- | --- | --- | --- | --- | --- | --- | --- | --- | --- | --- | ---- | ------ | ----- |
| 2015-16 | Team Aguri                  | PEK | PUT | PDE | BUE | MEX | LBH | PAR | BER | LON | LON |     |     |     |     |     |     |     |     |     | 23.º | 0      | [ 6 ] |
| 2015-16 | Team Aguri                  |     |     |     |     |     | NC  |     |     |     |     |     |     |     |     |     |     |     |     |     | 23.º | 0      | [ 6 ] |
| 2019-20 | Audi Sport ABT Schaeffler   | DIR | DIR | SAN | MEX | MAR | BER | BER | BER | BER | BER | BER |     |     |     |     |     |     |     |     | 15.º | 29     | [ 7 ] |
| 2019-20 | Audi Sport ABT Schaeffler   |     |     |     |     |     | 10  | 13  | Ret | 16  | 3   | 4   |     |     |     |     |     |     |     |     | 15.º | 29     | [ 7 ] |
| 2020-21 | Audi Sport ABT Schaeffler   | DIR | DIR | ROM | ROM | VAL | VAL | MON | PUE | PUE | NYC | NYC | LON | LON | BER | BER |     |     |     |     | 13.º | 78     | [ 8 ] |
| 2020-21 | Audi Sport ABT Schaeffler   | 4   | 17  | 6   | Ret | 5   | 6   | Ret | 2   | 10  | 10  | 20  | 5   | Ret | 9   | 9   |     |     |     |     | 13.º | 78     | [ 8 ] |
| 2022-23 | NEOM McLaren Formula E Team | MEX | MEX | DIR | DIR | HYD | CAB | SÃO | BER | BER | MON | MON | YAK | YAK | PRT | PRT | ROM | ROM | LON | LON | 13.º | 40     | [ 9 ] |
| 2022-23 | NEOM McLaren Formula E Team | Ret | Ret | 5   | 3   | Ret | 4   | 9   | 17  | 13  | 17  | 17  | 15  | 15  | 14  | 14  | Ret | 13  | 14  | 12  | 13.º | 40     | [ 9 ] |

### Deutsche Tourenwagen Masters
(Clave) (negrita indica pole position) (cursiva indica vuelta rápida)

| Año     | Equipo                  | Automóvil          | 1         | 2         | 3         | 4         | 5       | 6         | 7        | 8         | 9        | 10        | 11      | 12        | 13        | 14       | 15        | 16      | 17      | 18       | 19    | 20      | Pos. | Puntos |
| ------- | ----------------------- | ------------------ | --------- | --------- | --------- | --------- | ------- | --------- | -------- | --------- | -------- | --------- | ------- | --------- | --------- | -------- | --------- | ------- | ------- | -------- | ----- | ------- | ---- | ------ |
| 2016    | Audi Sport Team Rosberg | Audi RS5 DTM       | HOC 1     | HOC 2     | SPL 1     | SPL 2     | LAU 1   | LAU 2     | NOR 1    | NOR 2     | ZAN 1    | ZAN 2 19  | MSC 1   | MSC 2     | NÜR 1     | NÜR 2    | HUN 1     | HUN 2   |         |          |       |         | 23.º | 8      |
| 2016    | Audi Sport Team Phoenix | Audi RS5 DTM       |           |           |           |           |         |           |          |           |          |           |         |           |           |          |           |         | HOC 1 6 | HOC 2 17 |       |         | 23.º | 8      |
| 2017    | Audi Sport Team Rosberg | Audi RS5 DTM       | HOC 1 6   | HOC 2 Ret | LAU 1 3   | LAU 2 7   | HUN 1 6 | HUN 2 1   | NOR 1 12 | NOR 2 Ret | MSC 1    | MSC 2 4   | ZAN 1 9 | ZAN 2 Ret | NÜR 1 5   | NÜR 2 12 | SPL 1 13  | SPL 2 1 | HOC 1 6 | HOC 2    |       |         | 1.º  | 179    |
| 2018    | Audi Sport Team Rosberg | Audi RS5 DTM       | HOC 1 9   | HOC 2 7   | LAU 1 Ret | LAU 2 DNS | HUN 1 4 | HUN 2 10  | NOR 1 16 | NOR 2 14  | ZAN 1 17 | ZAN 2 1   | BRH 1 4 | BRH 2 3   | MIS 1 Ret | MIS 2 3  | NÜR 1     | NÜR 2 1 | SPL 1   | SPL 2 1  | HOC 1 | HOC 2 1 | 2.º  | 251    |
| 2019    | Audi Sport Team Rosberg | Audi RS5 Turbo DTM | HOC 1 16  | HOC 2 1   | ZOL 1 Ret | ZOL 2 1   | MIS 1 2 | MIS 2 3   | NOR 1    | NOR 2 7   | ASS 1 3  | ASS 2 5   | BRH 1 2 | BRH 2 1   | LAU 1 Ret | LAU 2 1  | NÜR 1     | NÜR 2 3 | HOC 1   | HOC 2 3  |       |         | 1.º  | 322    |
| 2020    | Audi Sport Team Rosberg | Audi RS5 Turbo DTM | SPA 1 5   | SPA 2 3   | LAU 1 7   | LAU 2 1   | LAU 1   | LAU 2 6   | ASS 1 5  | ASS 2 5   | NÜR 1 2  | NÜR 2     | NÜR 1 2 | NÜR 2 3   | ZOL 1     | ZOL 2 1  | ZOL 1     | ZOL 2 1 | HOC 1 2 | HOC 2 1  |       |         | 1.º  | 353    |
| 2022    | Team Abt                | Audi R8 LMS Evo II | ALG 1 Ret | ALG 2 12  | LAU 1 8   | LAU 2 3   | IMO 1   | IMO 2 Ret | NOR 1 3  | NOR 2 3   | NÜR 1 9  | NÜR 2 Ret | SPA 1 4 | SPA 2 Ret | RBR 1 2   | RBR 2 11 | HOC 1 5   | HOC 2   |         |          |       |         | 3.º  | 149    |
| 2023    | Schubert Motorsport     | BMW M4 GT3         | OSC 1 5   | OSC 2 Ret | ZAN 1     | ZAN 2     | NOR 1 2 | NOR 2     | NÜR 1 20 | NÜR 2 19  | LAU 1 8  | LAU 2 11  | SAC 1 8 | SAC 2 8   | RBR 1 4   | RBR 2 1  | HOC 1 Ret | HOC 2 3 |         |          |       |         | 5.º  | 140    |
| 2024    | Schubert Motorsport     | BMW M4 GT3         | OSC 1 7   | OSC 2 7   | LAU 1 Ret | LAU 2 6   | ZAN 1 2 | ZAN 2 7   | NOR 1    | NOR 2 5   | NÜR 1 11 | NÜR 2 17  | SAC 1 7 | SAC 2 9   | RBR 1 9   | RBR 2 1  | HOC 1 7   | HOC 2 3 |         |          |       |         | 4.º  | 172    |
| Fuente: |                         |                    |           |           |           |           |         |           |          |           |          |           |         |           |           |          |           |         |         |          |       |         |      |        |

### Copa Mundial de Turismos
(Clave) (negrita indica pole position) (cursiva indica vuelta rápida)

| Año  | Equipo              | Auto                        | 1   | 2   | 3   | 4   | 5   | 6   | 7   | 8   | 9   | 10  | 11  | 12  | 13  | 14  | 15  | 16  | 17  | 18  | 19  | 20  | 21  | 22  | 23  | 24  | 25  | 26  | 27  | 28  | 29  | 30  | Pos. | Pts. |
| ---- | ------------------- | --------------------------- | --- | --- | --- | --- | --- | --- | --- | --- | --- | --- | --- | --- | --- | --- | --- | --- | --- | --- | --- | --- | --- | --- | --- | --- | --- | --- | --- | --- | --- | --- | ---- | ---- |
| 2018 |                     |                             | MAR | MAR | MAR | HUN | HUN | HUN | ALE | ALE | ALE | NED | NED | NED | POR | POR | POR | SVK | SVK | SVK | CHN | CHN | CHN | CHW | CHW | CHW | JAP | JAP | JAP | MAC | MAC | MAC | 28°  | 10   |
| 2018 | Audi Sport Team WRT | Audi RS3 LMS TCR SEQ (2016) |     |     |     |     |     |     | 6   | Ret | WD  |     |     |     |     |     |     |     |     |     |     |     |     |     |     |     |     |     |     |     |     |     | 28°  | 10   |